# Suéliton Florencio Nogueira
Suéliton Florencio Nogueira, genannt Suéliton, (* 26. Juni 1991 in Guarabira, PB) ist ein brasilianischer Fußballspieler.

## Karriere
Suéliton begann seine Laufbahn unter anderem im Nachwuchsbereich des Campinense Clube. Mit diesem bestritt er sein erstes Spiel als Profi in der Série D am 1. August 2010 gegen den Salgueiro AC. Seine nächste Station 2011 war der Série B Klub AA Ponte Preta, hier schaffte er den Sprung in den Profikader nicht. Nach weiteren Zwischenstationen kam er 2014 im Zuge eines Leihgeschäftes vom CS Paraibano zum ABC Natal in die Série B. In der Série B betritt Suéliton sein erstes Spiel am 19. April 2014 gegen den Santa Cruz FC. Beim 2:1-Sieg im Rückspiel über Santa Cruz am 6. September 2014 erzielte er in der 49. Minute das zwischenzeitliche 2:0 und damit seinen ersten Treffer in der Liga. Zu Beginn der Saison 2015 wurde Suéliton fest von ABC übernommen. Am Ende der Saison belegte der Klub den 18. Tabellenplatz und musste in die Série C absteigen. Suéliton hingegen schaffte einen persönlichen Aufstieg, wurde er doch für die Saison 2016 an den América Mineiro ausgeliehen. Dieser hatte als Tabellenvierter in der Série B den Aufstieg in die Série A geschafft. Anfang 2016 gewann Suéliton mit dem Klub die Staatsmeisterschaft von Minas Gerais. Sein erstes Série A Spiel bestritt er am 15. Mai 2016 gegen Fluminense Rio de Janeiro.
Zum Saisonbeginn 2017 wechselte Suéliton wieder zum CS Paraibano. Mit diesem bestritt er vier Spiele in der Staatsmeisterschaft von Paraíba. Am 8. März wurde er dann an den Cuiabá EC ausgeliehen. Die Verpflichtung wurde seitens des Klubs vor allem als Verstärkung für die Teilnahme am Copa do Brasil 2017 verstanden. Nach dem Ausscheiden des Klubs aus dem Wettbewerb, wurde Suéliton für ein Jahr nach Portugal an den Vitória Guimarães ausgeliehen. Mit dem Klub sollte er in der ersten portugiesischen Liga antreten, kam hier aber zu keinen Einsätzen. Lediglich für die zweite Mannschaft von Guimarães trat er zweimal in der Segunda Liga an. Nach Ende des Leihgeschäftes kehrte Suéliton nach Brasilien zurück. Seine nächste Station wurde der EC Santo André. Mit diesem trat er in der Staatsmeisterschaft von São Paulo an. Nach dem Ausscheiden des Klubs in der Vorrunde des Wettbewerbs wechselte Suéliton im März zum Oeste FC, welchem er in der Série B antreten wollte. Bereits drei Monate später wechselte Suéliton erneut. Er kam wieder in die Série C zu Náutico Capibaribe. Nach Abschluss des Wettbewerbs wurde der Spieler an Red Bull Brasil bis ans Jahresende ausgeliehen, mit welchem er im Staatspokal von São Paulo antreten sollte. Hier bestritt er acht Einsätze.
Nachdem Suéliton Anfang 2019 wieder zu Náutico zurückgekehrt war, lief er regelmäßig für den Klub auf. Er kam bis Juni des Jahres auf 25 Spiele (ein Tor) in verschiedenen Wettbewerben, dann wurde er nach Bolivien ausgeliehen. Er kam zu Oriente Petrolero, wo er einen Kontrakt bis Ende Juni 2020 erhielt. Sein erstes Spiel in der obersten Spielklasse Boliviens bestritt Suéliton am 14. Juli 2019, dem ersten Spieltag der Clausura 2019. Im Auswärtsspiel gegen den Club Bolívar stand er in der Anfangsformation. Anfang Januar 2020 wurde der Kontrakt aufgelöst, der Grund waren das für den Klub zu hohe Gehalt von Suéliton.
Noch im selben Monat unterzeichnete Suéliton beim Ituano FC. In der Saison 2020 bestritt er für den Klub 33 Spiele, elf in der Staatsmeisterschaft (ein Tor) und 22 in der Série C (zwei Tore). Nach Austragung der Staatsmeisterschaft 2021 verließ er den Klub. Danach war er in dem Jahr noch beim Clube do Remo und zum zweiten Mal beim ABC Natal unter Vertrag. Zum Start der Saison 2022 ging er dann zunächst zu AA Portuguesa (RJ) und in der Folge zu weiteren unterklassigen Klubs in seiner Heimat.

## Erfolge
ABC
- Staatspokal von Rio Grande do Norte: 2015

América
- Staatsmeisterschaft von Minas Gerais: 2016